# 신당동 (서울)
신당동(新堂洞)은 서울특별시 중구의 동이다.

## 역사

### 유래
신당동이라는 동명은 옛날 마을에 신을 모시던 당집이 있어 붙었고, 다산로 동서쪽에 위치한 흥인동의 동명은 동대문의 이름인 '흥인지문'에서 유래되었다. 신당동 사거리 남서쪽의 무학동의 동명은 도로교통공단 남쪽에 위치한 무학봉(92m)의 산 이름에서 유래했다고 하며, 이 산은 학이 내려와 춤을 추었다고 해서 이러한 이름이 붙었다고 전해 내려온다.

### 연혁
- 1955년 4월 18일 : 행정동제를 실시하면서 동회의 명칭과 관할구역이 재조정되었다.[2]
- 1966년 7월 6일 : 흥인동과 무학동이 각각 분동되었다.[3]
- 1970년 5월 18일 : 흥인동 사무소와 무학동 사무소를 신당1동사무소로 변경하여 을지로7가 종점을 기점으로 신당동 264-1번지, 274-2번지, 295-27번지에 이르는 도로 서쪽과 398-38번지를 경유하여 중구 경계선의 동쪽 지역과 흥인동, 무학동 전역을 관할하였다.[4]
- 1975년 10월 1일 : 성동구에서 중구로 편입되었다.[5]
- 2013년 7월 20일 : 신당1·2·3·4·6동이 각각 신당·다산·약수·청구·동화동으로 변경되었다. 신당제5동은 백학동과 유락동 두 동명 후보에 대한 주민 선호도가 비슷하여 변경이 보류되었다.[6]

## 법정동
법정동 신당동은 여섯개 행정동이 각각 일부를 관할한다. 행정동으로서의 신당동은 법정동 신당동의 일부 및 흥인동, 무학동 일원을 관할 구역으로 한다.
| 법정동    | 행정동 |
| --------- | ------ |
| 흥인동    | 신당동 |
| 무학동    | 신당동 |
| 신당동    | 신당동 |
| 다산동    |        |
| 약수동    |        |
| 청구동    |        |
| 신당제5동 |        |
| 동화동    |        |

## 명소
신당동 신당역과 청구역 사이에 위치한 신당동 떡볶이 거리는 골목 양쪽으로 떡볶이 전문점이 길게 늘어서 있어 ‘떡볶이 골목’이라는 별칭이 붙었다.

## 교육 기관

### 신당동
- 서울광희초등학교 - 다산로 269
- 한양중학교 - 을지로 299
- 한양공업고등학교 - 을지로 299
- 성동글로벌경영고등학교 - 퇴계로 375
- 성동공업고등학교 - 다산로 290

### 신당제5동
- 서울신당초등학교 - 난계로 141
- 성동고등학교 -  퇴계로90길 17

## 사진

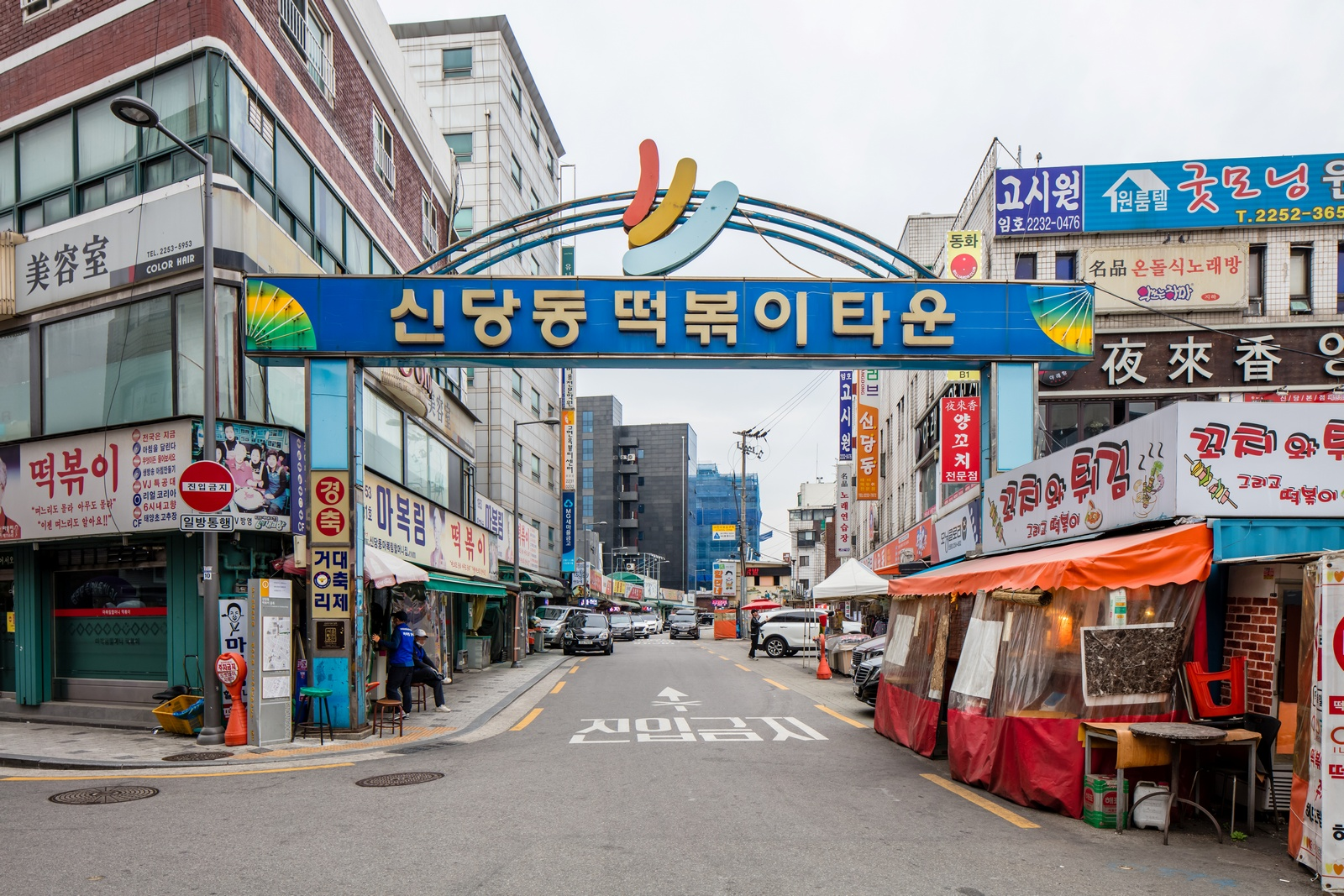
신당동 떡볶이 타운 입구
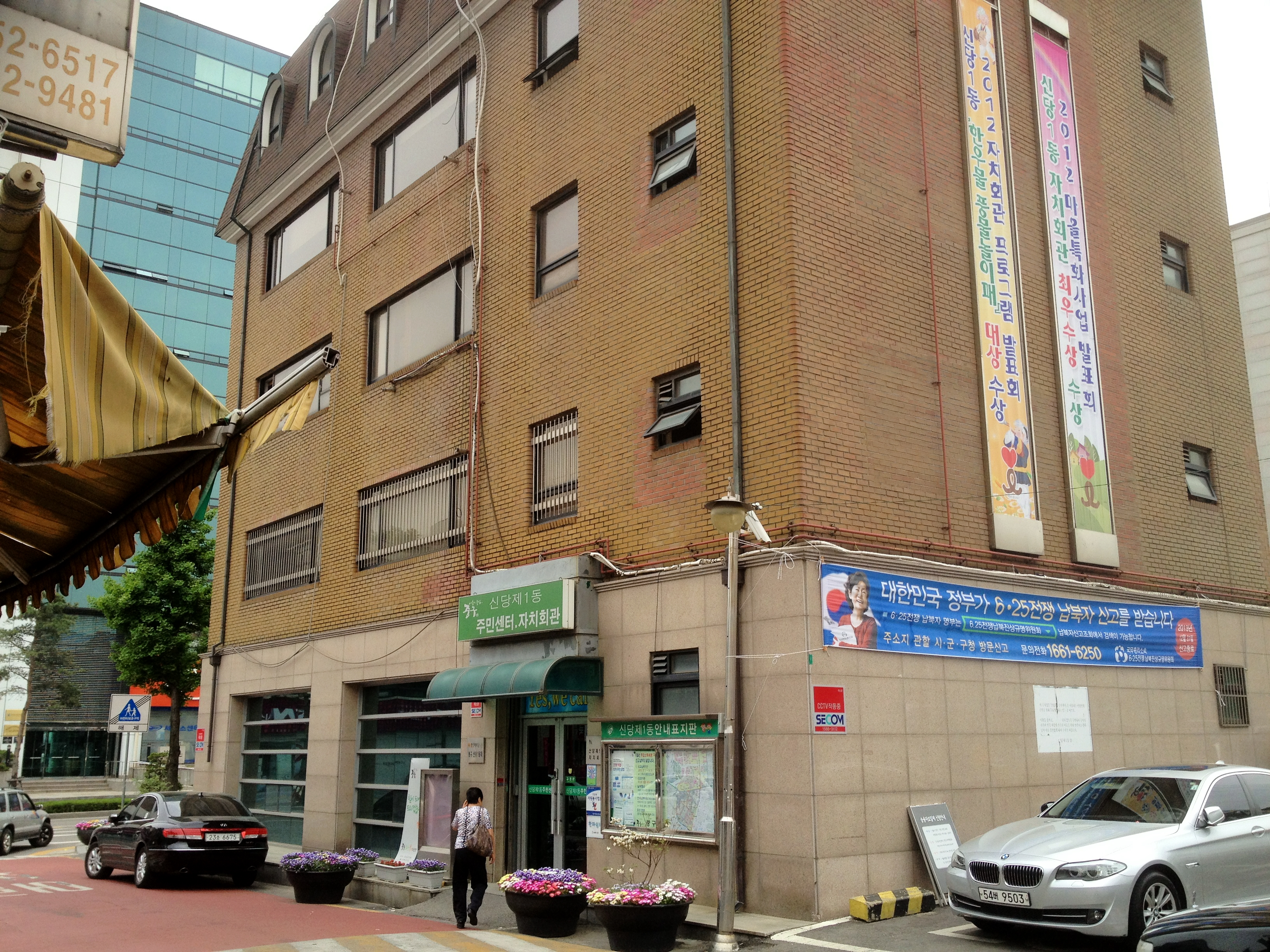
동명 변경 전의 신당동주민센터(옛 신당1동주민센터)

## 같이 보기
- 대한민국의 행정 구역